# Escariche (kommunhuvudort)
Escariche är en kommunhuvudort i Spanien.   Den ligger i provinsen Provincia de Guadalajara och regionen Kastilien-La Mancha, i den centrala delen av landet, 50 km öster om huvudstaden Madrid. Escariche ligger 826 meter över havet och antalet invånare är 222.
Terrängen runt Escariche är platt åt sydost, men åt nordväst är den kuperad. Runt Escariche är det glesbefolkat, med 10 invånare per kvadratkilometer. Närmaste större samhälle är Nuevo Baztán, 16,5 km väster om Escariche. Trakten runt Escariche består till största delen av jordbruksmark.